# Белогруд, Григорий
Григорий Белогруд (укр. Григорій Білогруд); годы рождения и смерти неизвестны) — уманский полковник Войска Запорожского (1665—1667, 1671—1672), дипломат Украинской казацкой державы 2-й половины XVII века.

## Биография
Родился, по-видимому, в с. Бабанка (ныне Уманского района Черкасской области Украины). Во второй половине 1650-х годов стал Бабанский сотником Уманского полка Войска Запорожского.
В мае 1659 года присягал на верность условиям Гадячского договора гетмана Ивана Выговского между Речью Посполитой и Гетманщиной, предусматривающего вхождение последней в состав Речи Посполитой, в 1660 году был в числе подписантов сепаратного Слободищенского трактата, которым казаки обязывались воевать с Польшей против Русского царства и не нападать на Крым.
С 1665 года — уманский полковник. 18 августа присягнул на верность гетману Войска Запорожского на Правобережной Украине Петру Дорошенко. Сыграл важную роль в разгроме войска Речи Посполитой под Браиловым. Летом следующего года совершил разведывательный рейд в Галичину. В конце августа 1668 году вместе с Л. Брускевичем посетил Стамбул, где участвовал в переговорах об условиях принятия протектората Османской империи. В первой половине 1670 года вновь дважды посещал столицу Османской империи, добиваясь отделения казацкой Украины от Польши по этнической границе расселения украинцев, сдерживания враждебных действий в отношении Украины со стороны Крымского ханства и предоставления украинцам военной помощи.
Не получив чётких заверений, вместе с другими правобережными полковниками участвовал в середине марта 1674 года в работе рады, которая избрала гетманом «обеих сторон Днепра» Ивана Самойловича.
Для отстаивания интересов Правобережной Украины в составе посольства ездил в Москву. Дальнейшая судьба неизвестна.